# Suriya Ahasimae
Suriya Ahasimae (thailändisch สุริยา อาหาสิเม, * 19. März 1986) ist ein thailändischer Fußballspieler.

## Karriere
Suriya Ahasimae stand von 2013 bis 2017 bei Ratchaburi Mitr Phol unter Vertrag. Wo er vorher gespielt hat, ist unbekannt. Der Verein aus Ratchaburi spielte in der höchsten thailändischen Liga, der Thai Premier League. Sein einziges Erstligaspiel bestritt er am 3. November 2013 im Auswärtsspiel gegen den Samut Songkhram FC. Hier stand er in der Startelf und spielte die kompletten 90. Minuten. 2016 gewann er mit Ratchaburi den FA Cup. Seit dem 1. Dezember 2017 ist er vertrags- und vereinslos.

## Erfolge
Ratchaburi Mitr Phol
- Thailändischer Pokalsieger: 2016